# Miconia calophylla
Miconia calophylla es una especie de planta fanerógama en la familia de Melastomataceae. Es una sp.arbórea del estrato de 2000 a 2500 m s. n. m. Archivado el 3 de abril de 2008 en Wayback Machine.. Es endémica de Perú, del Departamento de Pasco.

## Taxonomía
Miconia calophylla fue descrita por (D.Don) Triana y publicado en Transactions of the Linnean Society of London 28(1): 129. 1871[1872].
Etimología
Miconia: nombre genérico que fue otorgado en honor del botánico catalán Francisco Micó.
calophylla: epíteto latíno que significa "con hojas preciosas"
Sinonimia
- Cremanium calophyllum D. Don
- Miconia myrtiformis Naudin[5]